# Нове Життя (Калінінградська область)
Нове Життя (рос. Новая Жизнь) — селище Полєського району, Калінінградської області Росії. Входить до складу Залісовського сільського поселення.
Населення —  20 осіб (2015 рік). 

## Населення
| 2002 | 2010 |
| ---- | ---- |
| 20   | →20  |